# 817
Évszázadok: 8. század – 9. század – 10. század
Évtizedek: 760-as évek – 770-es évek – 780-as évek – 790-es évek – 800-as évek – 810-es évek – 820-as évek – 830-as évek – 840-es évek – 850-es évek – 860-as évek
Évek: 812 – 813 – 814 – 815 –  816 – 817 – 818 – 819 – 820 – 821 – 822

## Események

### Európa
- Nagycsütörtökön beomlik az aacheni katedrális és palota közötti fedett folyosó. Jámbor Lajos császár majdnem életét veszti, udvarának számos tagja halálát leli. Lajos ennek hatására elkészíti végrendeletét, az Ordinatio imperii-t, melyben rendezi az örökösödés kérdését. Három fia közül a legidősebb, Lothár (akit júliusban tárcsászárrá is koronáznak) kapja a császári címet és a Frank Birodalom magját (Neustriát és Burgundiát); Pippin Aquitániát, Lajos pedig Bajorországot (és a környező őrgrófságokat).
- Egy nemesi összeesküvés eredményeképpen meggyilkolják IV. Grimoald beneventói herceget. Trónját Acerenza kormányzója, Sico szerzi meg, aki elődjéhez hasonlóan ígéretet tesz, hogy  évi 7 ezer arany adót fizet a frank császárnak, de akárcsak elődje, nem tartja be ígéretét.
- Hét hónappal megválasztása után januárban meghal IV. István pápa, és I. Paszkált választják egyházfőnek.[1]
- A második aacheni zsinaton a szerzetesek és az apácák kötelességévé teszik a betegek ápolását.[2]

### Abbászida Kalifátus
- Hogy megbékítse a síitákat és a szunnitákat, Al-Mamún kalifa Ali al-Ridá síita imámot jelöli meg utódjaként. Bagdad népe erre fellázad a Mervben tartózkodó kalifa ellen és trónfosztottnak nyilvánítják őt. Mivel állítólag Al-Fadl ibn Szahl nagyvezír rémhírei okozták a felkelést, a kalifa lemondatja a nagyvezírt.

### Észak-Afrika
- A mai Tunéziában meghal Abdalláh ibn Ibráhim, az Aglabidák önkényeskedő, új adókat kivető emírje. Utóda öccse, I. Zijádat Alláh.

## Születések
- Abu Dávúd al-Szidzsisztání, muszlim teológus

## Halálozások
- január 24. – IV. István, római pápa[1]
- IV. Grimoald, beneventói herceg
- Hitvalló Szent Theophanész, bizánci történetíró

## Fordítás
- Ez a szócikk részben vagy egészben  a(z)   817 című angol Wikipédia-szócikk ezen változatának fordításán alapul.  Az eredeti cikk szerkesztőit annak laptörténete sorolja fel. Ez a jelzés csupán a megfogalmazás eredetét és a szerzői jogokat jelzi, nem szolgál a cikkben szereplő információk forrásmegjelöléseként.